# 改革派 (中国共产党)
改革派是主要活跃于1980年代的中国共产党的松散派系，后来也指代傾向市場經濟改革的中共党员，是中华人民共和国自由派的一部分。

## 词源
“改革”一词源自改革开放。1987年中共中央顾问委员会主任邓小平会见美国国务卿舒尔茨时说“国外有些人过去把我看作是改革派，把别人看作是保守派。我是改革派，不错；如果要说坚持四项基本原则是保守派，我又是保守派。所以比较正确地说，我是实事求是派。”
1987年11月2日中共十三大新闻发布会上，中共中央总书记赵紫阳提到“国外一些朋友总认为中国有一个改革派，一个保守派，并以两派势力的消长来作为分析中国政治局势的依据。“

## 1980年代
1978年中共十一届三中全会到1992年中共十四大撤除中顾委之间的历史通常被称作所谓“双峰政治”，即以邓小平、陈云为首的元老政治。虽然这段时期也被称为“改革年代”或“邓小平时代”，但实际上邓小平没有毛泽东那种至高无上的权力。论资历，陈云是五大书记中文革后唯一健在者，不输于邓。因此，“陈云等另外一批中共元老对改革开放有自己的意见，邓却无法像毛处理刘少奇等人，包括像处理他邓小平本人一样的方式，来打压不同意见者。”
邓小平偏改革派，先后启用胡耀邦、赵紫阳为中共中央总书记，而陈云偏保守派。邓小平阵线中有胡耀邦、赵紫阳、万里、胡启立、习仲勋、李昌、周扬、乔石、项南、任仲夷、田纪云、阎明复、鲍彤、李锐、胡绩伟、朱厚泽、谢韬、何方、杜光、钟沛章、杜导正、胡德平等，陈云阵线中有李先念、宋任穷、姚依林、宋平、王震、余秋里、胡乔木、邓力群、李鹏等。
双方分歧和矛盾发生在经济特区、清除精神污染、反对资产阶级自由化、八六学潮、政治体制改革、中共十三大、《河殇》、胡耀邦之死、六四事件、姓社姓资、邓小平南巡等问题和事件上。邓小平和陈云在六四事件中对于保持中国共产党执政地位并无分歧，但陈云主张鸟笼经济，而邓小平主张社会主义市场经济。对外关系方面，改革派一些人认为，苏联共产党总书记戈尔巴乔夫只搞政治改革、不搞经济改革，所以失败，言外之意是，只要象中国那样只搞经济改革、不搞政治改革，就可能不会发生那样的结局。
中共改革派支持小政府簡政放權、國退民進，而中共保守派支持大政府干預、计划经济。

## 1990年代
1991年2月18日，已经退休的邓小平登上新锦江大酒店41层的旋转餐厅，一边嘱咐身旁的中共上海市委书记朱镕基：“希望上海人民思想更解放一点，胆子更大一点，步子更快一点。”朱镕基在全市干部会议上传达了邓小平的讲话精神，说1991年是个“改革年”，还借用曹操的话说：“何以解忧，唯有改革。”为此，朱镕基被改革派暗喻为“中国的戈尔巴乔夫”“走资本主义道路的改革派”。
1992年中共十四大后，中共中央顾问委员会被撤销，保守派的陈云、姚依林等退休，江泽民派系逐渐形成并成为中共第三代领导集体的核心，抑制保守派残余势力，推动改革开放、发展社会主义市场经济并加入世贸组织。 在邓小平的支持下，朱镕基在中共十四届一中全会上连跳几级，由中央候补委员跃升为政治局常委。
据《纽约时报》报道，1995年陈云去世后，党内部分人士有一种松了一口气的感觉。一名匿名改革派官员说“如果邓小平先死，我觉得我们的整个改革进程会面临三年的停滞。”
乔石一直被认为是改革派以及赵紫阳的盟友，外界一般都认为他支持赵紫阳“用民主与法制的手段”解决学潮的立场。1993—1998年任全国人大委员长的乔石主持了1993年《中华人民共和国宪法》修正案，其中“建设有中国特色社会主义的理论”“坚持改革开放”写入序言，“社会主义市场经济”“家庭联产承包为主的责任制”写入了九条中。
1998年，朱镕基取代李鹏担任国务院总理，任内实行大刀阔斧的经济自由化改革，包括国企“破三铁”、政企分离改制上市、剥离不良资产银行改制上市、加入世界贸易组织、搭建市场经济框架体系和分税制改革。黎安友认为，朱镕基之后，中国国内改革已是无法逆转，而让中国成为世贸组织中的一员，也使中国同世界经济接轨的发展不可逆转。朱镕基任内还借助“体改办”机制，对改革派大加提拔与重用，包括王岐山、周小川、吴晓灵、李剑阁、郭树清、楼继伟、龙永图等。

## 2000年代
外界有评论认为李瑞环、温家宝、刘鹤、李克强、汪洋、李强、李源潮等为中共当权高层人士中的改革派。
温家宝曾追随中共改革派领导人胡耀邦、赵紫阳，在1989年学运期间，作为中央办公厅主任陪同时任中共中央总书记赵紫阳前往天安门广场，看望绝食学生。香港《信报》指2002年中共十六大上，朱镕基通过主动提出退休来换取对下任总理人选的发言权，全力保荐温家宝接任国务院总理一职，阻止江派让李长春接班的方案。最终温家宝在2003年3月成功接替朱镕基出任国务院总理，而李长春则成为意识形态方面的主管。
温家宝2007年2月发表文章《关于社会主义初级阶段的历史任务和我国对外政策的几个问题》中提出，“科学、民主、法制、自由、人权，并非资本主义所独有，而是人类在漫长的历史进程中共同追求的价值观和共同创造的文明成果。”普世价值论争成为2008年中国新闻界乃至整个媒体界最重要的争议话题。《产经新闻》刊登发自北京的报道称，温家宝结束总理任期时已经成为“中共党内最大改革派”。
维基解密披露，2008年11月，由于中共改革派刊物《炎黄春秋》多次刊登涉及前中共中央总书记赵紫阳的文章，江泽民担心自己的影响会因此被削弱甚至否定，要求分管意识形态的时任中共中央政治局常委李长春严肃处置，文化部以杂志相关人员年龄过大劝其退休。但在时任中共中央总书记胡锦涛的干预下，时任社长杜导正得以继续任职。

## 2010年代
2011年9月，朱镕基高调出书，意在迎击中共内部“告别改革”的特殊利益集团。朱镕基表示，现在有一股越来越大的反对改革的特殊利益集团，在攻击、否定、疏远和背离改革开放事业，借此设置更大的政治和意识形态阻碍来阻止改革，扭转中国未来发展的方向。远离改革甚至背离改革的倾向已十分明显，朱镕基说：“面对这个危险，我没有理由沉默下去。”
日本《每日新闻》报道，中共改革派总理温家宝对保守派的太子党薄熙来不满，在北京会晤香港来访者时，罕见地发出激烈的愤怒言辞，称中国政治改革正在受到封建社会残余和文革遗毒的阻碍。2012年夏季北戴河会议期间，日本共同社报道，超過1600名中共保守派老幹部和學者反击，聯名寫信給中共中央，要求罷免改革派總理溫家寶，信中指温家宝亲自指示关闭了支持薄熙来的保守派網站，其中包括乌有之乡网。
2012年秋产生的十八届中共中央政治局常委中，候任总理李克强被认为是罕见的改革派。青年时期的李克强还曾翻译过著名英国法理学家丹宁勋爵的标志性专著《法律的正当程序》。路透社报道，中共十八大前几个月，在中共保守派元老压力下，两名改革派广东省委书记汪洋和中组部部长李源潮出局，后者被俞正声取代。十八大被认为“政治保守主义的胜利”，江泽民在人事安排上发挥了重要作用。
《纽约时报》专栏作家纪思道在2013年初预测习近平将成为一位改革派领袖，并称毛泽东的遗体将被运出天安门广场，而诺贝尔和平奖得主刘晓波将获得释放。2013年《关于当前意识形态领域情况的通报》发布后，德国之声、明镜新闻据此认为习近平是保守派。高文谦认为存在两个习近平，一个血管里流淌着他父亲习仲勋作为党内开明派的血，另一个习近平是共产党红色江山的传人，要看哪个习近平会占上风。
2017年中共十九大产生的新一届政治局常委中，新任常委汪洋被视为中共改革派人物。1989年六四事件后，34岁的安徽铜陵市长汪洋一手策划发起“醒来吧，铜陵”大讨论，呼吁解放思想、破除姓资姓社藩篱，在九二南巡时受到邓小平亲自接见和肯定。1993年，汪洋被提拔为安徽省副省长，成为当时中国最年轻的副省长。
2018年修宪终结“废除干部领导职务终身制”之后，一些改革派中共党员因反对习近平的“两个确立”被开除党籍，如原中共中央党校教授蔡霞、红二代任志强。蔡霞认为，继胡耀邦跟赵紫阳之后，中共党内仍然有很多改革的努力在推这个党往前走的人，比如任志强。

## 2020年代
2022年中共二十大召开后，习近平打破常规再次连任中共中央总书记，国务院总理李克强和全国政协主席汪洋等改革派官员退休。
2023年3月，李强接替李克强出任国务院总理，而李强也被外界认为是偏向改革派，但李强由习近平一手提拔，成为第一位没有任何中共中央或中央政府工作经验的国务院总理，本身完全受制于习近平。
2024年7月15日，新華社在中共二十届三中全会開幕當天發布近萬字的「對外人物特稿」《改革家習近平》，稱「習近平被認為是鄧小平之後的又一位卓越的改革家」、「同鄧小平一樣，習近平的改革動力也來自人民的期待」、「習近平有改革家傳」。这篇特稿僅向海外發出，沒有向對内的通稿新聞綫路提供，也沒有在新華網或其他中國境内的媒體上刊載。美籍华人程曉農认为“可能是因為吹過頭了，擔心會有反效果。”新華社總編室事後高度評價該文，指出它在「挖掘新故事、把握共情规律、提高对外针对性」方面下功夫，播發后被全球2000多家媒體采用。